# Hongkongská aliance na podporu vlasteneckých demokratických hnutí Číny
Hongkongská aliance na podporu vlasteneckých demokratických hnutí Číny (čínsky: 香港市民支援愛國民主運動聯合會; zkr. 支聯會) byla prodemokratická organizace, která vznikla 21. května 1989 v tehdejší britské kolonii Hongkong během protestů a masakru na náměstí Nebeského klidu v Pekingu v roce 1989. Hlavními aktivitami, které organizace pořádala, byly každoroční vzpomínkové a pietní akce, z nichž vigilie se svíčkami pořádaná 4. června ve Victoria Parku v Hongkongu byla nejnavštěvovanější, nejvíce medializovanou a diskutovanou událostí. Aliance usilovala o pět cílů: 1) propuštění vězněných disidentů, 2) obnovení prodemokratického hnutí z roku 1989, 3) vyvození odpovědnosti za masakr ze 4. června, 4) ukončení diktatury jedné strany, 5) vybudování demokratické Číny.
Ústřední vláda v Pekingu považovala organizaci kvůli jejímu programu za podvratnou. 25. září 2021 se Aliance nakonec rozhodla rozpustit poté, co byli všichni členové stálého výboru vzati do vazby nebo uvězněni.

## Historie Aliance

### Založení
V roce 1989 vyvolala náhlá smrt bývalého generálního tajemníka Komunistické strany Číny (KS Číny) Chu Jao-panga, který byl ve vedení strany považován za liberální osobnost, sérii protestů na náměstí Nebeského klidu. Hongkongská federace studentů (FHKS) navštívila protestující studenty v Pekingu a po návratu do Hongkongu mobilizovala hongkongskou společnost na jejich podporu. Dne 20. května 1989 poté, co premiér Li Pcheng zavedl stanné právo, se Společný výbor na podporu demokratické vlády (JCPDG), zastřešující organizace hongkongských prodemokratických aktivistů, rozhodl uspořádat demonstraci ve Victoria parku a pochodoval k sídlu tiskové agentury Nová Čína (NCNA). Dne 21. května 1989 při zvuku signálu varujícího před tajfunem pochodovalo ulicemi více než milion lidí na podporu protestů na náměstí Nebeského klidu. Během pochodu byla založena Hongkongská aliance na podporu vlasteneckých demokratických hnutí Číny.
Dne 4. června 1989 pekingská vláda poklidný protest krvavě potlačila. Po masakru zvolili delegáti z více než 200 občanských skupin dvacetičlenný stálý výbor v čele se Szeto Wah a Martinem Lee, který měl za úkol organizovat následné vzpomínkové akce a happeningy. Aliance pomáhala při "Operation Yellowbird", poskytovala přístřeší a finanční podporu při pašování vůdců demokratického hnutí z pevninské Číny přes Hongkong do zahraničí. V letech 1989-1997 se tak podařilo zachránit asi 500 demokratických disidentů. Vytvořila také databázi demokratického hnutí a vydávala tiskoviny týkající se tohoto hnutí. Udržovala úzké vztahy s Ding Zilin a jí iniciovanou organizací Tiananmenské matky - skupinou rodinných příslušníků těch, kteří byli při masakru zabiti. Státní deník People's Daily obvinil Alianci, že má v úmyslu svrhnout čínskou vládu. Szeto a Lee, kteří byli členy Výboru pro přípravu Ústavy Hongkongu, po masakru z výboru odstoupili.

### Každoroční připomínky masakru
Každoroční svíčková vigilie ve Victoria Parku byla kromě jiných aktivit Aliance nejznámější a nejnavštěvovanější akcí připomínající protesty z roku 1989. V roce 1996, na který připadlo sedmé výročí masakru na náměstí Nebeského klidu, panovalo velké napětí a obyvatelé si nebyli jisti, zda bude každoroční demonstrace pokračovat i po nadcházejícím předání suverenity Hongkongu Čínské lidové republice v roce 1997. 8. výročí v roce 1997 se konalo těsně před předáním Hongkongu a tehdejší zvolený šéf vlády Tung Chee-hwa se pokusil na Szeta vyvíjet nátlak, aby vigilii neorganizoval. Szeto po třech takových pokusech odmítl s Tungem znovu mluvit.
Ještě před datem 1. července 1997, kdy Hongkong přešel pod správu ČLR, se Alianci podařilo získat darem od jejího autora Jense Galschiøta sochu Sloup hanby. Bývalý poslanec Albert Ho a předseda Aliance v letech 2014–2019 prohlásil: "Bojovali jsme za to, aby byla socha převezena do Hongkongu, když byl ještě pod britskou nadvládou. V té době jsme měli dobrý důvod se domnívat, že po odevzdání Hongkongu Číně to již nebude možné."
Vzhledem k tomu, že protesty byly v pevninské Číně do značné míry potlačeny, byla Aliance jedním z hlavních zdrojů, z nichž se o události dozvěděli jak obyvatelé pevniny, tak místní. V roce 2009, při 20. výročí protestů a masakru na náměstí Nebeského klidu, zaznamenala Aliance dramatický nárůst počtu účastníků vigilie z řad mladé generace. Rok předtím Aliance organizovala také akce a protesty na podporu hnutí Charta 08, které založili pevninští demokratičtí aktivisté, jako byl Liou Siao-po. Poté, co v roce 2011 zemřel zakládající předseda Aliance Szeto Wah, převzal předsednictví Lee Cheuk-yan.
V roce 2014 Aliance otevřela Muzeum 4. června (June 4 Memorial Hall museum), první pamětní muzeum protestů na náměstí Nebeského klidu na světě. V tomto roce se vigilie při příležitosti 25. výročí masakru na náměstí Nebeského klidu zúčastnilo v Hongkongu asi 180 000 lidí. V roce 2014 vystřídal Leeho ve funkci předsedy Aliance Albert Ho, a to až do roku 2019, kdy se této funkce opět ujal Lee. Od roku 2020 byla shromáždění k uctění památky obětí masakru zakázána pod záminkou bezpečnostních opatření proti šíření covidu.

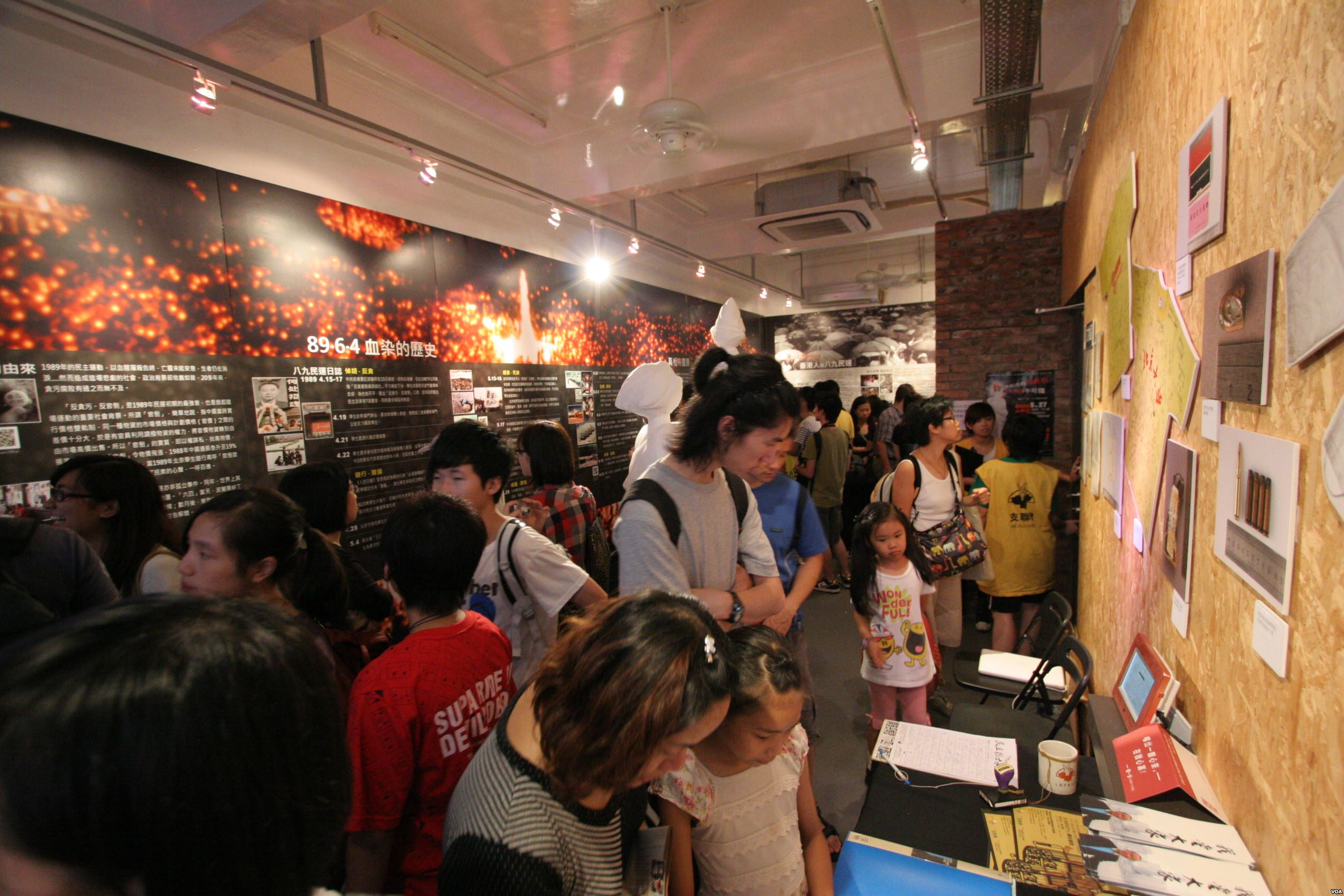
provizorní June 4 Memorial Museum (2012)
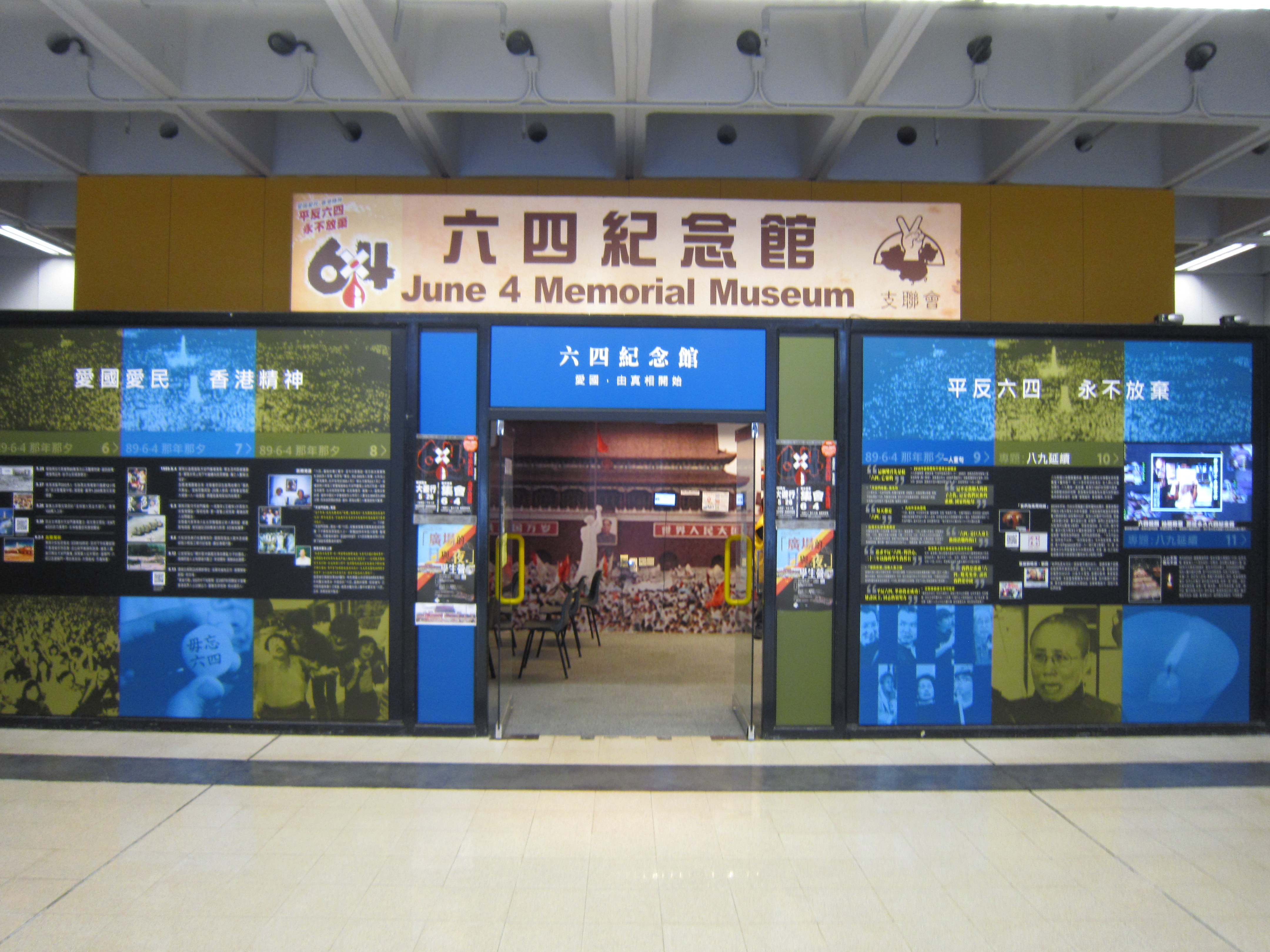
druhé June 4 Memorial Museum, Hongkong City (2013)
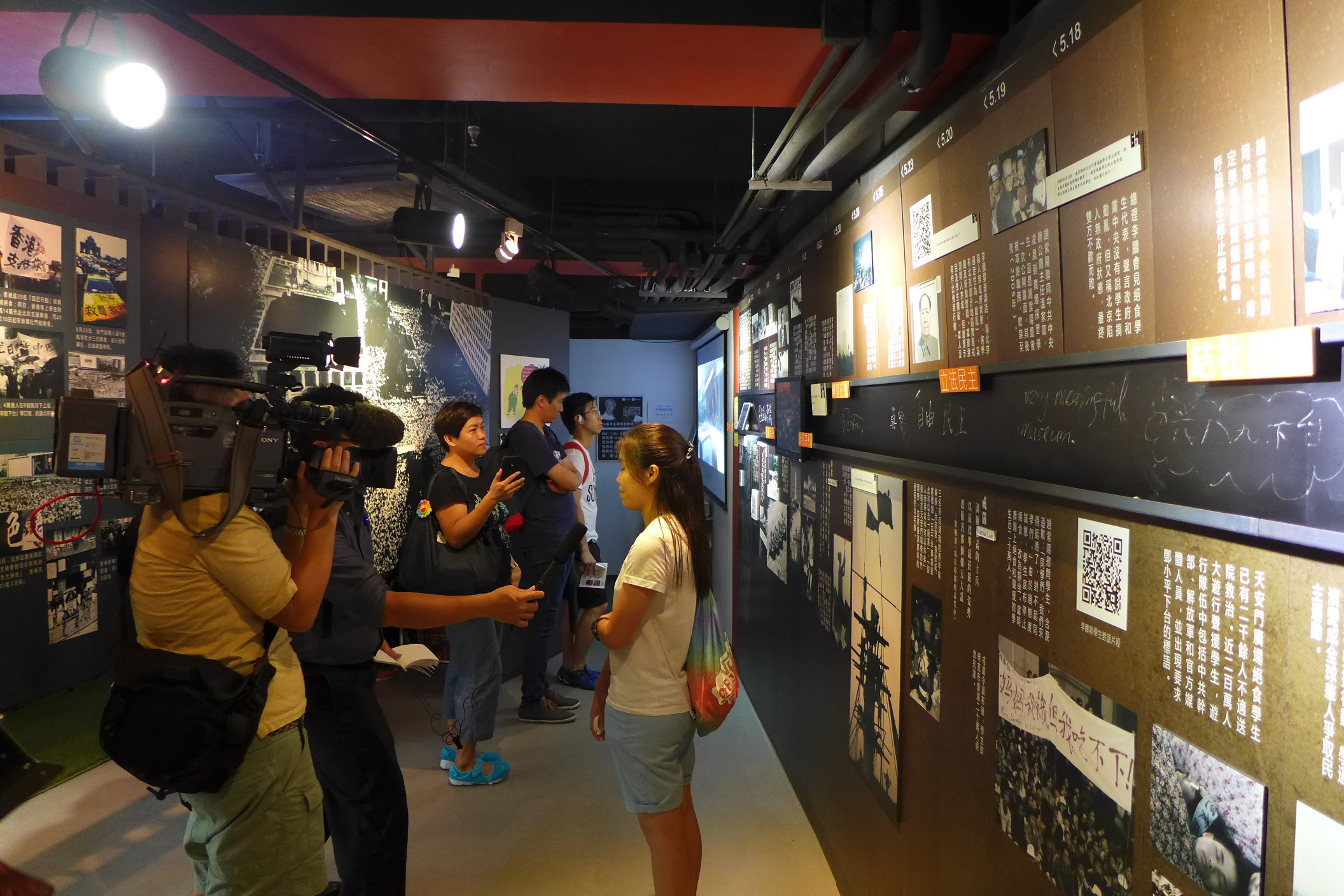
June 4 Museum (2016)
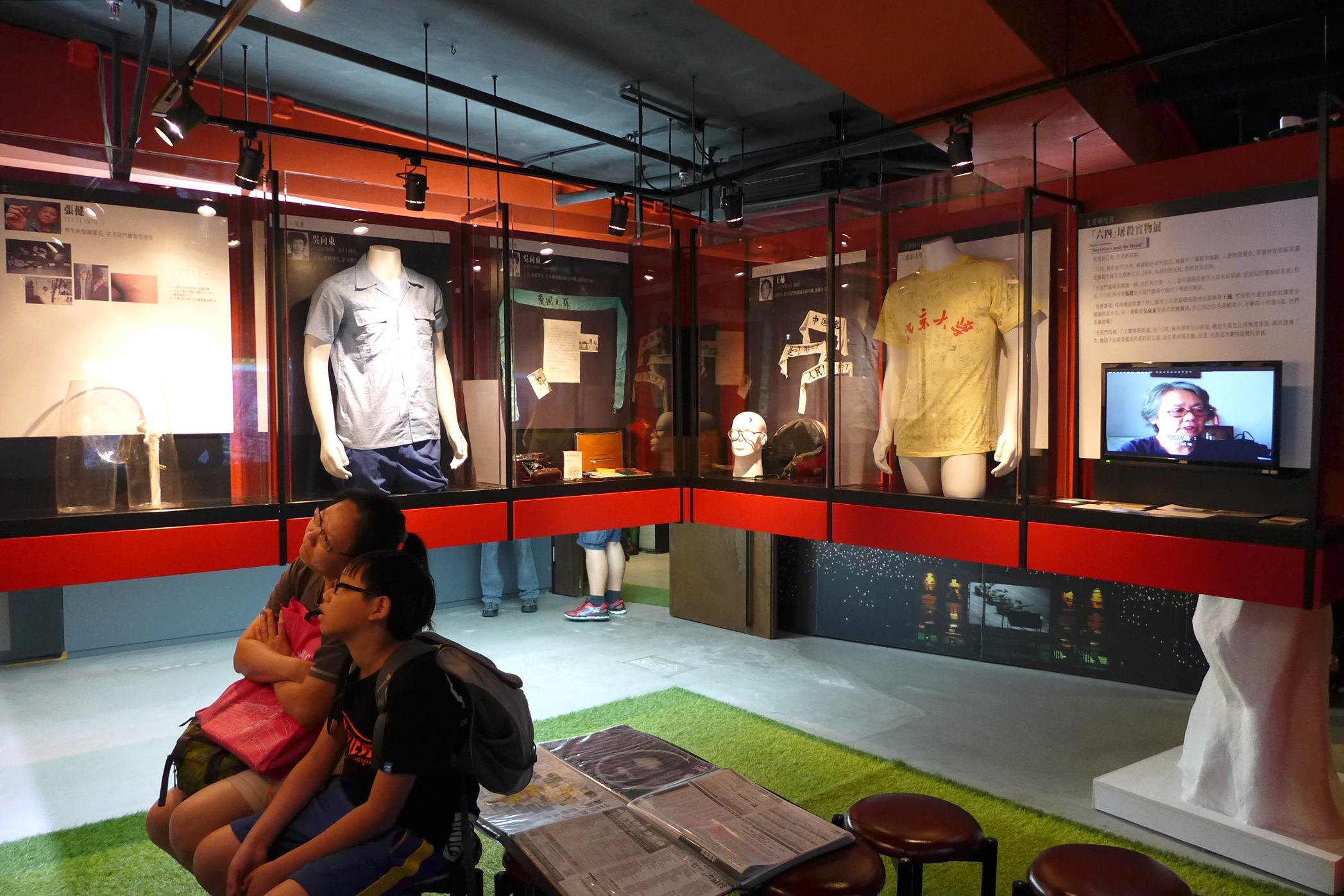
June 4 Museum (2016)
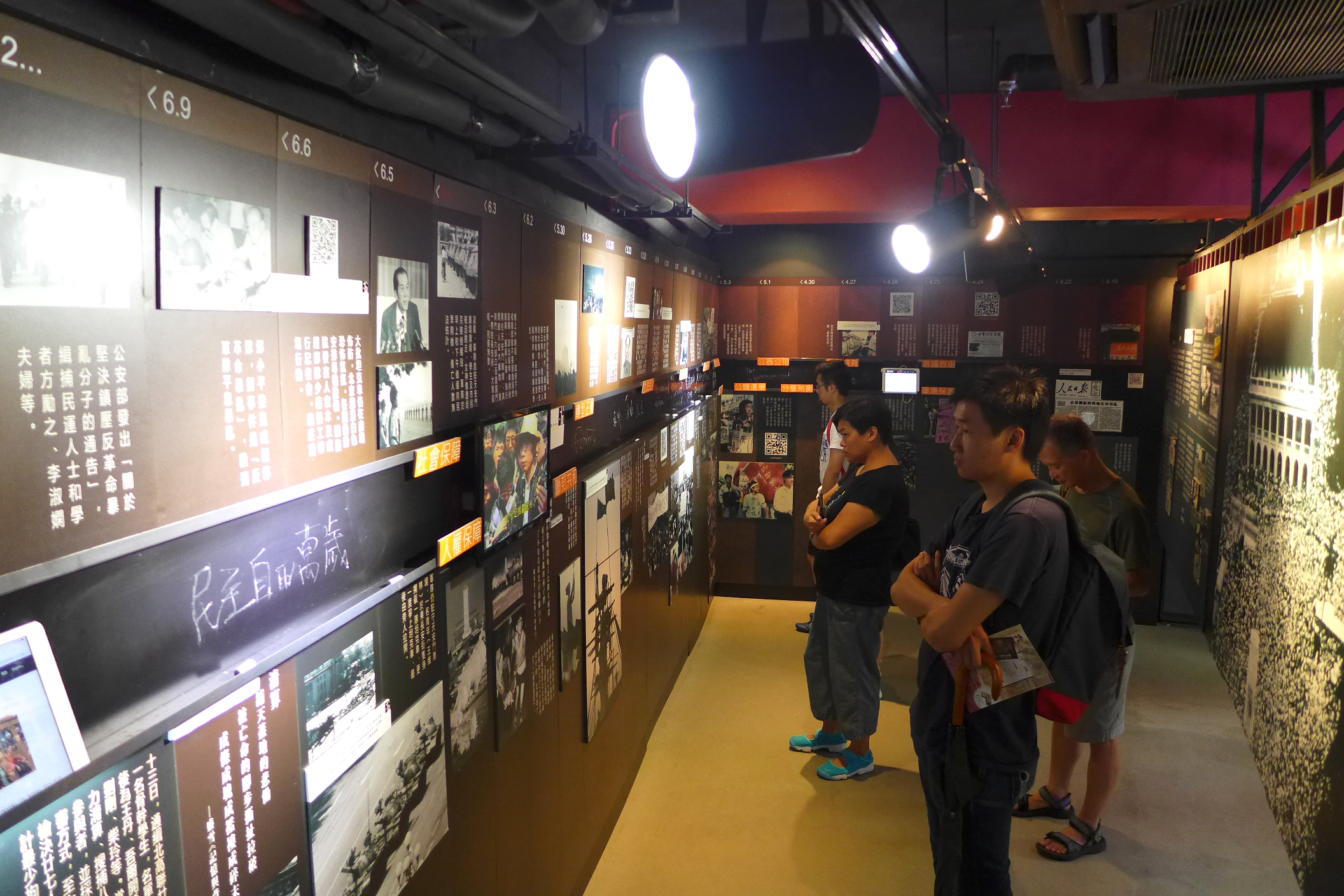
June 4 Museum, Historical Gallery (2016)

### Kontroverze
Počet účastníků vigilie se udržoval na vysoké úrovni, dokud v posledních letech vznik lokálních hnutí nezpochybnil smysl připomínání protestů na náměstí Tchien-an-men, neboť někteří mladí hongkongští aktivisté se vnímali jako nečínští a nesouhlasili s jedním z cílů Aliance, "budovat demokratickou Čínu". Takový názor zastával také místní učenec Chin Wan, který se domníval, že čínské nacionalistické cítění a vlastenectví, které Aliance prezentovala, bylo pro obyvatele Hongkongu překážkou při budování svébytné identity. Mezi další kritické připomínky patřilo překrývání členství Aliance a Demokratické strany, ritualizace vigilie a neefektivnost Aliance při dosahování jakýchkoli jejích operativních cílů. Od roku 2013, kdy se konflikt mezi Hongkongem a pevninskou Čínou vyostřil, počet účastníků vigilie postupně klesal. Od roku 2015 do roku 2016 se počet, který Aliance zaznamenala, snížil ze 180 000 na 135 000.

### Zánik Aliance roku 2021
V dubnu 2021 byl předseda Lee Cheuk-yan spolu s dalšími šesti zastánci prodemokratického hnutí zatčen za svou roli na shromáždění, které se konalo v srpnu 2019. Byl odsouzen ke 14 měsícům vězení a další člen stálého výboru Albert Ho byl odsouzen k 12 měsícům podmíněně.
Při 32. výročí protestů v červnu 2021 byla místopředsedkyně Aliance Chow Hang-tung zatčena hongkongskou policií a obviněna z podpory nepovoleného shromáždění. 5. června byla propuštěna na kauci, ale 30. června byla znovu zatčena a kauce jí byla povolena znovu až 5. srpna.
V červenci 2021 Aliance oznámila, že s účinností od konce měsíce propouští všechny své stálé zaměstnance, aby "zajistila jejich bezpečnost"; sedm členů jejího řídícího výboru rezignovalo s ohledem na "rostoucí politická a právní rizika". Dne 27. července se Aliance přiznala k obvinění, že provozovala své muzeum bez řádné licence, a zaplatila částku 8 000 hongkongských dolarů (1 025 USD) jako pokutu. Obvinění vznesl odbor hygieny potravin a životního prostředí.
Dne 4. srpna Aliance spustila online "8964 Museum", které nahradilo fyzické muzeum, jež zůstalo zavřené. Aliance uvedla, že přechod na webové stránky, které spravuje nezávislý tým, byl nutný kvůli "drastickým změnám" hongkongského politického prostředí a "zesílené politické represi". Stránky vytvořil čínský disident, spisovatel a novinář Chang Ping, který prožil události, jež vedly k potlačení protestů 4. června.
Zvýšený tlak hongkongských úřadů, který byl podle pozorovatelů vyvolán čínskou vládou, způsobil, že se do srpna 2021 rozpustilo několik prodemokratických organizací a občanských skupin, včetně Konfederace odborových organizací, Organizace právníků chránících lidská práva nebo Svazu učitelů. Dne 23. srpna se konalo zvláštní zasedání stálého výboru Aliance. Místopředsedkyně Chow nepotvrdila, že výsledkem bylo doporučení Alianci rozpustit, a odkázala na výroční valnou hromadu jako na příležitost, kde budou přijata všechna rozhodnutí. 25. srpna policie doručila Alianci dopis, v němž ji obvinila ze spolčení se zahraničními silami, což je podle hongkongského Zákona o národní bezpečnosti trestný čin. V dopise se dotazovala na spojení Aliance se zahraničními organizacemi včetně National Endowment for Democracy a také na styky Aliance s Markem Simonem, blízkým spojencem uvězněného mediálního magnáta Jimmyho Laie. 7. září Aliance v otevřeném dopise policejní žádost odmítla s tím, že její obvinění jako "zahraničního agenta" nebylo vysvětleno a že samotný dopis považuje za "právně nepodložený".
Ve dnech 8. a 9. září policie zatkla Chow Hang-tung a čtyři členy výboru kvůli odmítnutí policejní žádosti o poskytnutí údajů podle zákona o národní bezpečnosti. Čtyřiašedesátiletý Lee Cheuk-yan, devětašedesátiletý Albert Ho, šestatřicetiletý Chow Hang-tung a celá skupina byli obviněni z "podněcování k podvratné činnosti", což je trestný čin podle zákona o bezpečnosti, za který hrozí až deset let vězení. 9. září policie zmrazila majetek Aliance v hodnotě 2,2 milionu hongkongských dolarů a obvinila její vedoucí představitele Chow, Hoa a Leeho i Alianci z "podněcování k podvratné činnosti", což je trestný čin podle zákona o národní bezpečnosti. Policie provedla razii v prostorách Aliance a odvezla dokumenty, počítače a "propagační materiály".
Dne 10. září soud zamítl žádost o propuštění Chow na kauci; Ho a Lee ji nepodali. Soud rovněž zamítl žádost o veřejné projednání kauce. Téhož dne byla pěti obviněným zamítnuta kauce v kauze týkající se údajů o národní bezpečnosti, omezení pro podávání zpráv o kauci však bylo zrušeno. Všichni obžalovaní trvali na své nevině. Předsoudní řízení byla stanovena na 21. října. 16. září Aliance zveřejnila prohlášení, že na základě policejní žádosti z 10. září ještě ten den odstraní své webové stránky, stránky na Facebooku a Instagramu, účet na Twitteru a kanál na YouTube a informace bude zveřejňovat na nové platformě.
Dne 20. září Aliance zveřejnila identické, na stroji psané dopisy Ho a Leeho, které doporučovaly rozpuštění organizace na mimořádné schůzi naplánované na 25. září. V textu zveřejněném 24. září na Facebooku se Chow vyslovila proti aktivnímu rozpuštění Aliance s tím, že by to znamenalo "zpřetrhání jakékoli možnosti pokračovat v odporu jménem Aliance" a že Lee a Ho "mohou mít jiné důvody, které nelze v jejich dopisech uvést." Na schůzi 25. září Aliance rozhodla o svém rozpuštění, přičemž 41 členů hlasovalo pro a čtyři proti. Poté tajemník společnosti Aliance Richard Tsoi sdělil tisku, že věří, že "hongkongský lid, ať už individuálně nebo jinak, bude pokračovat v připomínání 4. června jako dosud." Majetek Aliance, včetně uzavřeného muzea, byl 29. září zabaven policií. Téhož dne se stal online archiv muzea nedostupný po zablokování poskytovatele internetu v Hongkongu.
Dne 22. října bylo pět členů Aliance, kteří byli 8. a 9. září zatčeni kvůli odmítnutí poskytnutí údajů, propuštěno na kauci. Chow a Simon Leung se neúspěšně pokusili kauci odmítnout, protože její podmínky zahrnovaly omezení projevu. Chow Hang-tung zůstala ve vazbě kvůli jinému obvinění z porušování národní bezpečnosti a v lednu 2022 byla odsouzena k trestu 12 měsíců vězení.
Dne 26. října, ještě před dokončením likvidačního řízení, hongkongská vláda vymazala Alianci z obchodního rejstříku příkazem šéfky vlády Carrie Lamové. Vládní prohlášení označilo fungování Aliance za rovnající se podvratné činnosti. Tento krok předznamenal ministr bezpečnosti Chris Tang v dopise Alianci z 10. září. Jeden z likvidátorů označil příkaz za "předčasný a zbytečný".
V prosinci 2021 byl z univerzitního kampusu na příkaz vlády odstraněn Sloup hanby, připomínající masakr na náměstí Nebeského klidu. V lednu 2022 dělníci zakryli nápis na chodníku nadchodu Swire Bridge v areálu Hongkongské university, který studenti každoročně obnovovali. Kaligrafický nápis se skládá ze 20 znaků, které připomínají masakr na náměstí Nebeského klidu: "Duše mučedníků budou navždy přetrvávat navzdory brutálnímu masakru; Jiskra demokracie bude navždy zářit aby zlo zaniklo."

### Reakce v zahraničí
Zatčení z 9. září se setkalo s ostrou kritikou ministra zahraničí Spojených států Antonyho Blinkena, který uvedl, že "Zatčení vůdců vigilie na náměstí Nebeského klidu je politicky motivované a představuje hrubé zneužití práva ze strany těch, kdo jsou u moci".
Podle Matthew Brookera lze budoucnost demokratického hnutí v Hongkongu shrnout do dvou slov: Je konec.

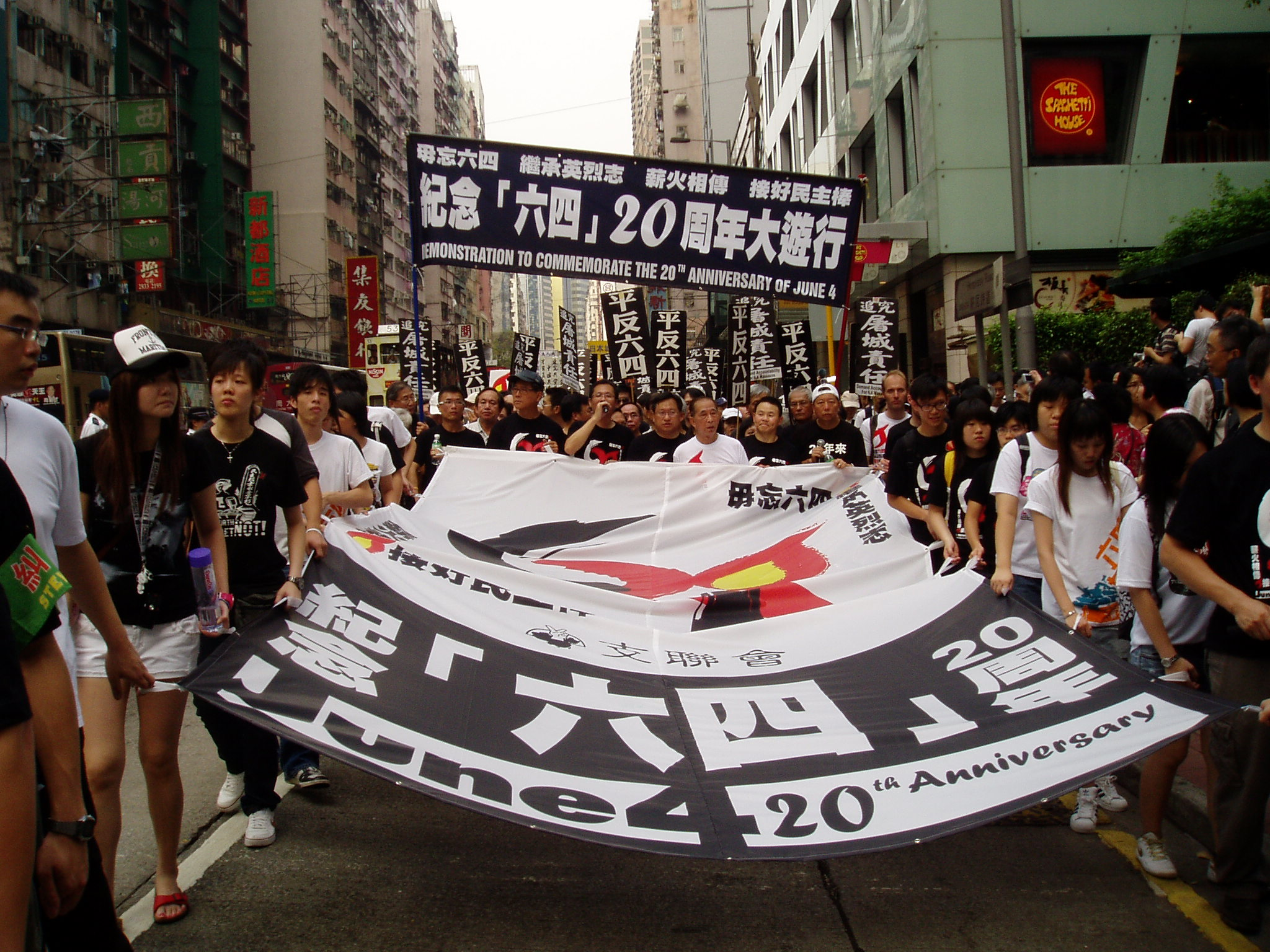
připomínka 20. výročí masakru, Hongkong
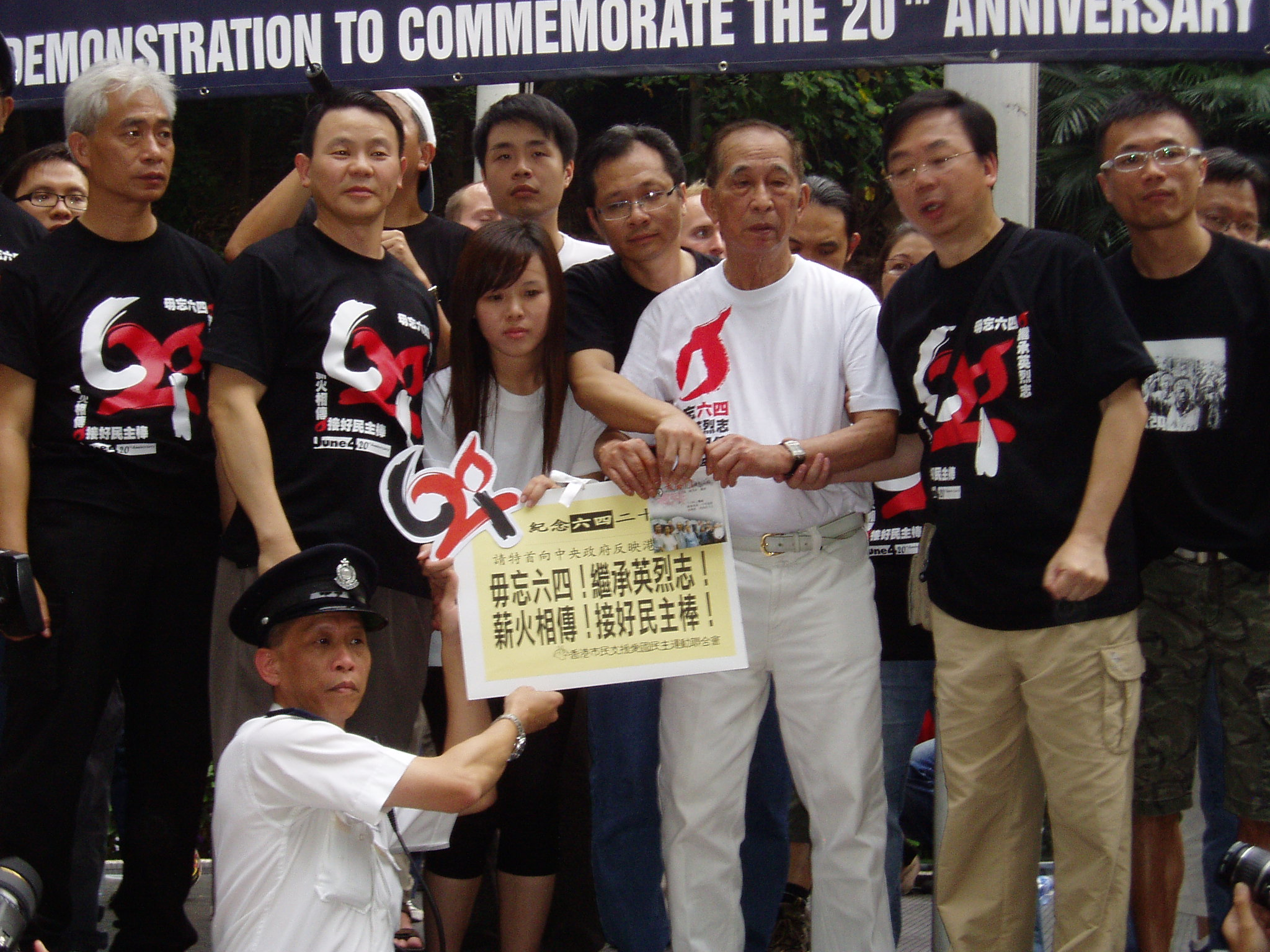
připomínka 20. výročí masakru, Hongkong
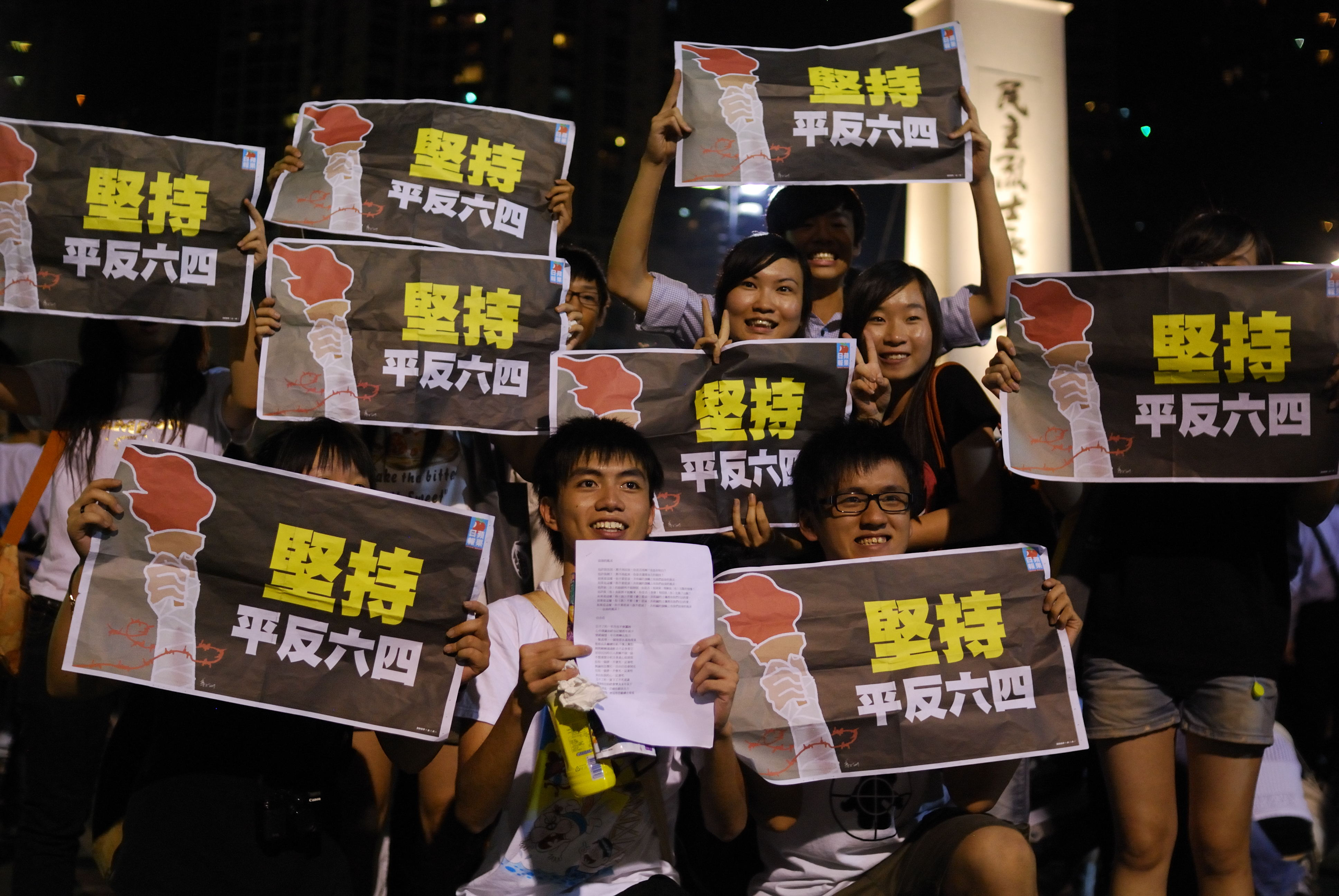
připomínka 20. výročí masakru, Hongkong
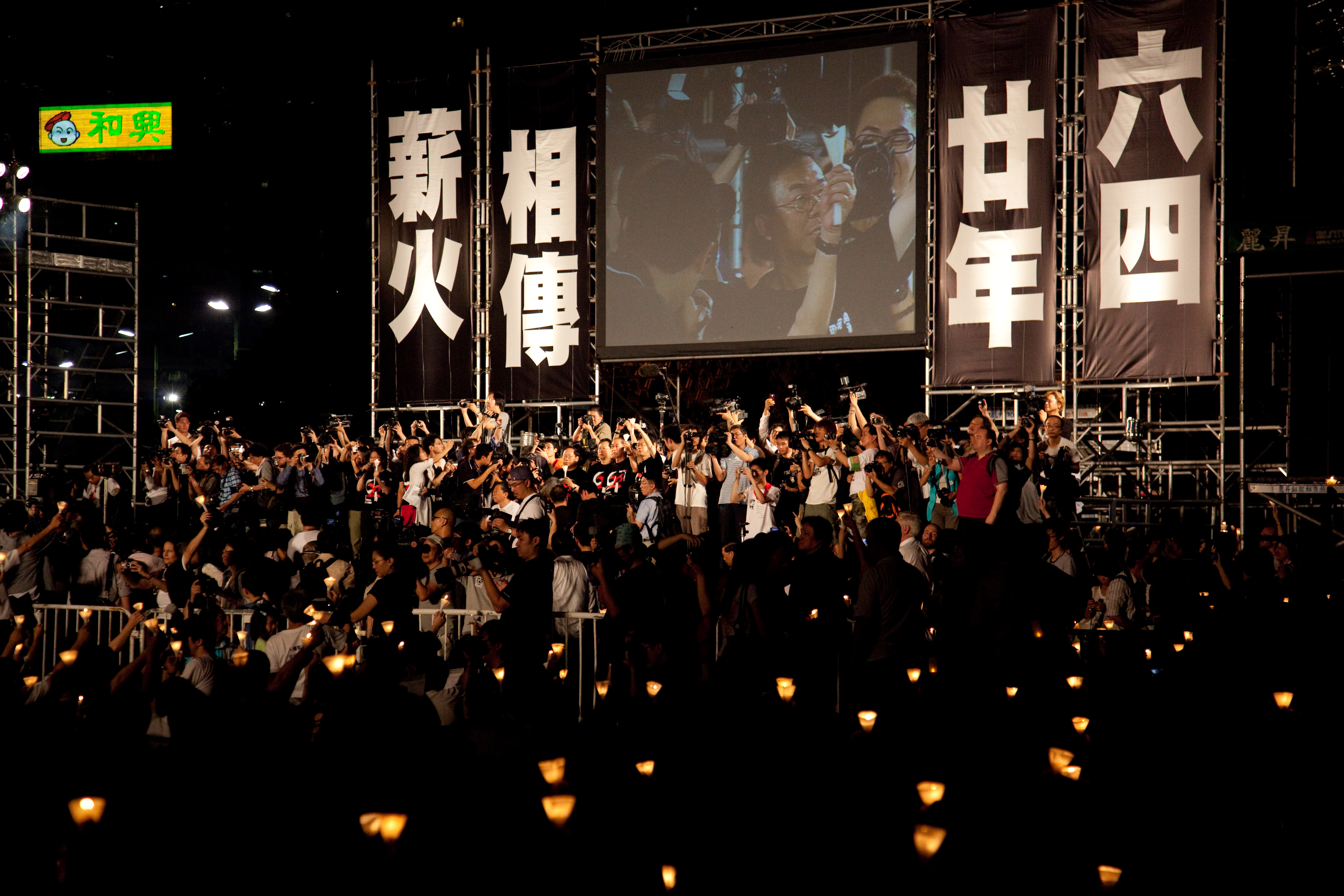
připomínka 20. výročí masakru, Hongkong, Victoria park
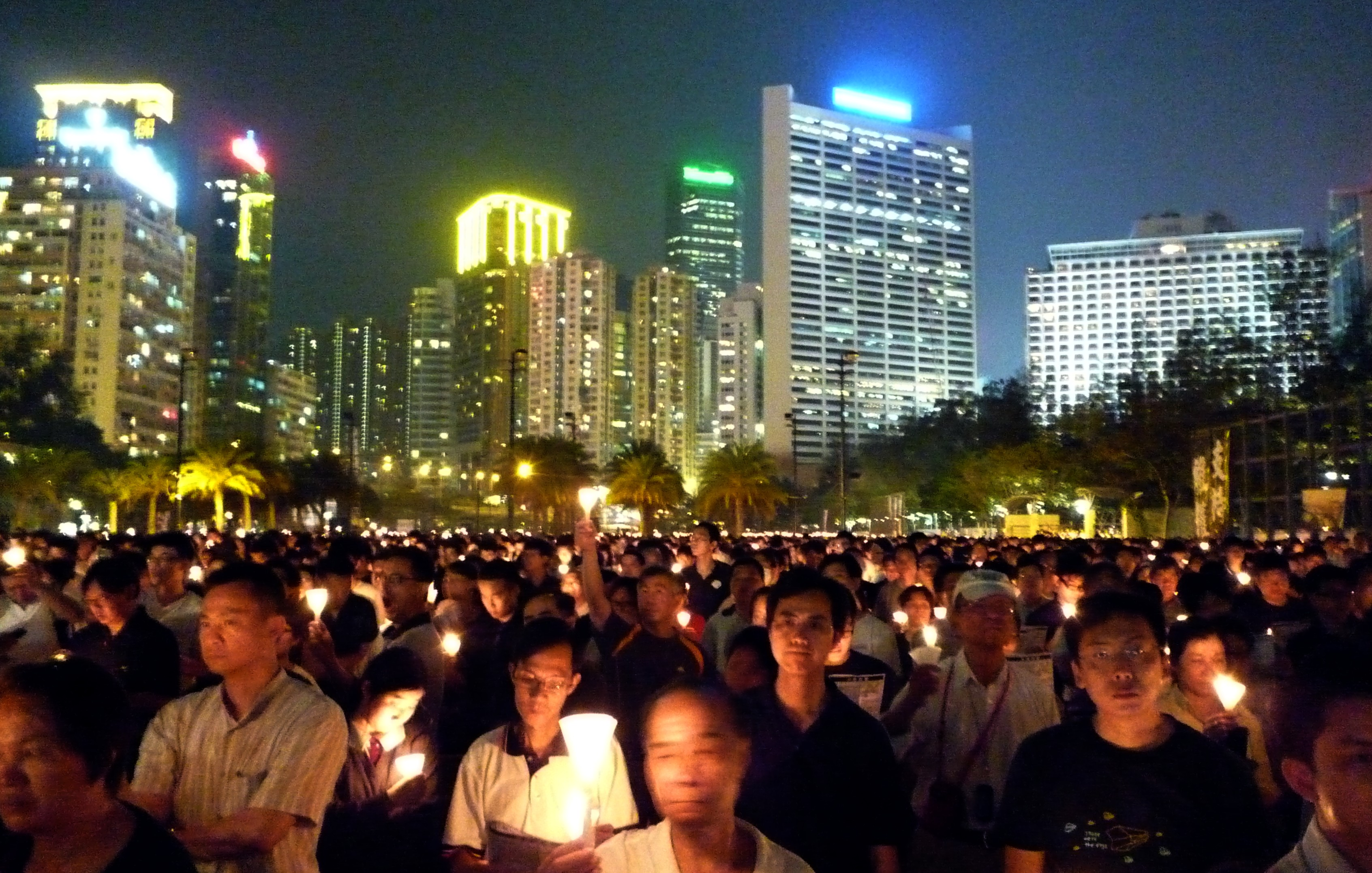
připomínka 20. výročí masakru, Hongkong